# The Lone Wolf
The Lone Wolf er en amerikansk stumfilm fra 1924 af Stanner E. V. Taylor.

## Medvirkende
- Dorothy Dalton som Lucy Shannon
- Jack Holt som Michael Lanyard
- Wilton Lackaye som William Burroughs
- Tyrone Power Sr. som Bannon
- Charlotte Walker som Clare Henshaw
- Lucy Fox som Annette Dupre
- Edouard Durand som Popinot
- Robert T. Haines som Solon
- Gustav von Seyffertitz som Wetheimer
- Alphonse Ethier som Eckstrom
- William H. Tooker
- Paul McAllister som de Morbihan